# الدولة البابوية
الدولة البابوية (بالإيطالية: Stato Pontificio) أو دولة الكنيسة (بالإيطالية: Stato della Chiesa) كانت من بين الدول التاريخية الكبرى في إيطاليا من القرن السادس تقريبًا وحتى توحيد شبه الجزيرة الإيطالية عام 1861 على يدي مملكة بييمونتي سردينيا (استمرت الدولة البابوية في شكل أقل اتساعًا إقليميًا حتى 1870).
ضمت الدولة البابوية الأراضي الواقعة تحت السيادة البابوية المباشرة، وفي ذروتها غطت معظم الأقاليم الإيطالية الحديثة في رومانيا وأمبرية وماركي ولتسية. عادة ما تسمى هذه السلطة بالسلطة الزمنية للبابا، في مقابل زعامته الكنسية.
يفضل عادة جمع التمسية فتمسى الدويلات أو الولايات البابوية (كلا الجمع والمفرد من التسمية صحيحان لأنها لم تكن فقط اتحادًا شخصيًا)، بينما يميل استخدام التسمية حاليًا للدلالة على دولة الفاتيكان، وهي مكتنف داخل العاصمة الإيطالية روما. تأسست دولة الفاتيكان في عام 1929 مما أعاد للكرسي الرسولي قواه السياسية وسيادته الإقليمية.

## تاريخ

### الأصول
| الدولة البابوية | فإنه، مع ذلك، سيكون من الخطأ أن نفترض أن جميع المطالب البابوية بالسلطة العلمانية والضرائب والخدمة... إلخ، كانت محددة تمامًا أو أنها طبقت بنفس المعايير في جميع أنحاء المنطقة الكبيرة في وسط إيطاليا، أو أن أمراء الحرب المحليين أو غيرهم قد سلموا بسهولة بطاعة روما. لم تكن تلك دولة حديثة، أي لم تعادل الممالك القوية المعاصرة في فرنسا أو إنكلترا. أثرت قوة التقليد والتملك أكثر من الأفعال الخطية من التبرع. | الدولة البابوية |
| — د.س.تشامبرز   | |                 |

أمضت الكنيسة أول ثلاثة قرون من تاريخها كمنظمة محظورة وبالتالي عاجزة عن الامتلاك أو نقل الملكية. تجمعت الكنائس الأولى في غرف خاصة من جانب أفراد قادرين تفرغوا لهذا الغرض، كما بنيت عدة كنائس مبكرة على أطراف روما القديمة وعهدت لرعاة امتلكوا تلك العقارات نيابة عن الكنيسة. بعد رفع الحظر المفروض من قبل الإمبراطور قسطنطين الأول، نمت الملكية الخاصة للكنيسة بسرعة عن طريق تبرعات الأتقياء والأثرياء. وكان قصر لاتيرانو أول تبرع هام وكان هبة من قسطنطين نفسه.
تبعت تبرعات أخرى ولا سيما في البر الإيطالي ولكن أيضًا في المقاطعات، ولكن الكنيسة امتلكت كل هذه الأراضي باعتبارها ملكًا خاصًا وليس بوصفها كيانا ذا سيادة. عندما انتقلت شبه الجزيرة الإيطالية في القرن الخامس إلى سيطرة أودواكر أولًا ثم القوط الشرقيين، خضع التنظيم الكنسي في إيطاليا برئاسة أسقف روما لسلطتهم السيادية، مع التأكيد على الزعامة الروحية على كامل الكنيسة.
زُرعت بذور الولايات البابوية كيانًا سياسيًا وسياديًا في القرن السادس. أطلقت الحكومة الرومانية الشرقية (أو البيزنطية) في القسطنطينية حملة لاستعادة إيطاليا والتي دامت لعقود ودمرت البنى السياسية والاقتصادية في البلاد. ومع تراجع حدة تلك الحروب، دخل اللومبارد شبه الجزيرة من الشمال واحتلوا أغلب مساحة الريف. بحلول القرن السابع، كانت السلطة البيزنطية محدودة إلى حد كبير بشريط مائل يصل بين ربنة، حيث كان مركز ممثل الإمبراطور أو الإكسرخس وصولًا إلى روما ونابولي في الجنوب. شمال نابولي، انكمش نطاق السيطرة البيزنطية، وأصبحت حدود "ممر روما رافينا" غير واضحة للغاية.
مع تركز السلطة البيزنطية الفعالة في الطرف الشمالي الشرقي من هذه المنطقة، بدأ أسقف روما والذي كان أكبر مالك للأراضي والشخصية الأكثر شهرة في إيطاليا بتحمل جزء كبير من السلطة الحاكمة والتي عجز البيزنطيون عن فرضها في المنطقة المحيطة بروما. وبينما ظل أساقفة روما - وأطلق عليهم منذ تلك الحين بابوات - بحكم القانون تابعين للبيزنطيين، فإنه وفي الممارسة العملية أصبحت دوقية روما والتي ضمت مساحة تعادل تقريبًا لتسية الحالية دولة مستقلة تحكمها الكنيسة.
مكن استقلال الكنيسة إلى جانب الدعم الشعبي للبابوية في إيطاليا الباباوات من تحدي إرادة الإمبراطور البيزنطي؛ حتى أن البابا غريغوري الثاني حرم الإمبراطور ليو الثالث الإيزاوري خلال جدل الرموز. مع ذلك، عمل البابا والإكسرخس سويًا للسيطرة على القوة الصاعدة للومبارد في إيطاليا. مع ضعف السلطة البيزنطية، اتخذت البابوية دورًا أكبر من أي وقت مضى في الدفاع عن روما من اللومبارد، وعادة عن طريق الدبلوماسية والتهديد والرشوة. في الممارسة العملية، عملت الجهود البابوية على تركيز الجهود اللومباردية على الإكسرخس ورافينا. كانت لحظة الذروة في تأسيس الولايات البابوية الاتفاق حول الحدود المنصوص عليه في تبرع الملك اللومباردي ليوتبراند بسوتري (728) إلى البابا غريغوري الثاني.

## تبرع بيبين

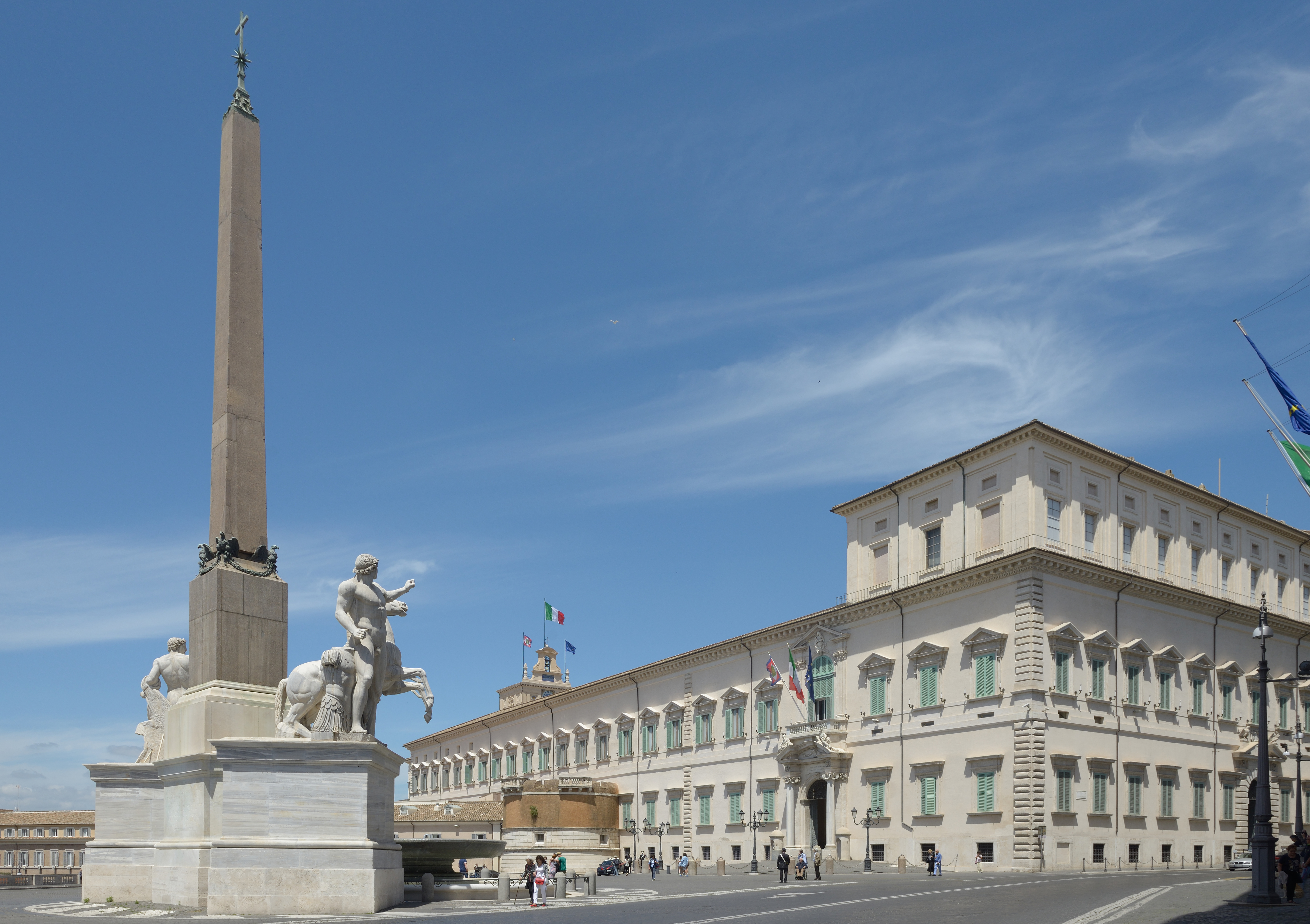
قصر كيرينالي، مقر الإقامة البابوي ومركز المكاتب المدنية للدولة البابوية من عصر النهضة وحتى ضمها لمملكة إيطاليا.

عندما خضعت إكسرخسية ربنة أخيرًا لسيطرة اللومبارد في 751، انقطعت تمامًا صلة دوقية روما بالإمبراطورية البيزنطية، وإن كانت من الناحية النظرية لا تزال جزءًا منها. عمل البابا استيفان الثاني على تحييد التهديد اللومباردي بمغازلة الحاكم الفرنجي الفعلي بيبين القصير. حثه البابا زاكاري على الإطاحة بالملك الميروفنجي الصوري شيلدريك الثالث ليتوج بيبين في 751 على يد القديس بونيفاسي.
منح استيفان بيبين لاحقًا لقب الأرستقراطي الروماني. قاد بيبين جيش الفرنجة إلى إيطاليا في 754 و756. هزم بيبين اللومبارد - وبالتالي سيطر على شمال إيطاليا - وقدم هدية (هبة بيبين) من الأراضي التي شكلت سابقًا إكسرخسية رافينا إلى البابا.
في 781، نظم شارلمان المناطق الخاضعة لسيادة البابا الزمنية: كانت دوقية روما المفتاح ولكنها توسعت لتشمل رافينا وبنتابوليس وأجزاء من دوقية بينيفينتو وتوسكانا وكورسيكا ولومبارديا والعديد من المدن الإيطالية. بلغ التعاون بين البابوية والسلالة الكارولنجية ذروته في 800، عندما توج البابا ليو الثالث شارلمان الأول «إمبراطور الرومان».

## العلاقة مع الإمبراطورية الرومانية المقدسة
لم تكن طبيعة العلاقة واضحة تمامًا بين البابوات والأباطرة وبين الولايات البابوية والإمبراطورية. فهل كان البابا حاكمًا ذا سيادة في كيان منفصل في وسط إيطاليا، أو كانت الولايات البابوية مجرد جزء من الإمبراطورية الفرنجية والتي لم يتجاوز دور البابوات فيها الرقابة الإدارية؟ أم كان الأباطرة الرومان المقدسون نواب عن البابا في حكم العالم المسيحي، حيث البابا مسؤول مباشرة فقط عن محيط روما والواجبات الروحية؟
أجلت الأحداث في القرن التاسع الصدام: حيث انهارت الإمبراطورية الرومانية المقدسة في شكلها الفرنجي وقسمت بين أحفاد شارلمان. ضعفت السلطة الإمبراطورية في إيطاليا وتراجعت هيبة البابوية. أدى هذا إلى صعود قوة النبلاء الرومان المحليين والسيطرة على الولايات البابوية في بدايات القرن العاشر من قبل عائلة أرستقراطية نافذة وفاسدة هي ثيوفيلاكتي. أطلق في وقت لاحق على هذه الفترة تسمية «عصر البابوية المظلم»، وأحيانًا «حكم العاهرات». في الممارسة العملية، لم يستطع الباباوات فرض سيادتهم الفعلية على المناطق الجبلية الواسعة للدويلات البابوية الدول، وحافظت المنطقة على نظامها القديم في الحكم بوجود العديد من الكونتيات والمركيزيات المتمركزة حول قلعة محصنة.
على مدى عدة حملات في أواسط القرن العاشر، احتل أوتو الأول الألماني شمال إيطاليا، بينما توجه البابا يوحنا الثاني عشر إمبراطورًا (أول تتويج منذ أكثر من أربعين عامًا)، حيث صادق الاثنان على دبلوما أوتونيانوم الذي يضمن استقلال الولايات البابوية. بعد أكثر من قرنين من الزمان، اختلف الباباوات والأباطرة على مجموعة متنوعة من القضايا، بينما اعتبر الحكام الألمان الولايات البابوية جزءًا من الكيانات التابعة لهم وعاملوها على ذلك النحو في المناسبات التي تمكنوا فيها من فرض سلطتهم على إيطاليا. كان من الدوافع الرئيسية للإصلاح الغريغوري تحرير إدارة الولايات البابوية من التدخل الإمبراطوري، وبعد استئصال سلالة هوهنشتاوفن، نادرًا ما تدخل الأباطرة الألمان في الشؤون الإيطالية. قبل 1300، كانت الولايات البابوية إلى جانب بقية الإمارات الإيطالية مستقلة عمليًا.

## بابوية أفينيون
عاش البابوات بين عامي 1305-1378 في المكتنف البابوي في أفينيون، وتحيط بها بروفنس، حيث كانوا تحت تأثير ملوك فرنسا في «سبي بابل». خلال بابوية أفينيون، انتهز المستبدون المحليون غياب الباباوات لإثبات وجودهم في المدن التابعة اسميًا للبابوية: البيبولي في بولونيا وأورديلافي في فورلي ومانفريدي في فاينزا ومالاتيستا في ريميني، حيث أعلن هؤلاء الطاعة الاسمية للبابوية وأعلنوا تبعيتهم للكنيسة.
في فيرارا، شجعت وفاة أتسو الثامن إستي دون ورثة شرعيين (1308) كليمنت على إخضاع فيرارا لسيطرته المباشرة وهو ما نجح به لتسع سنوات فقط، ومع ذلك، كان يحكمها نائب معين هو روبيرتو أنجو ملك نابولي قبل أن يستدعي المواطنون آل إستي من المنفى (1317)؛ كان المنع والحرمان الكنسيان محاولات عابثة حيث اضطر يوحنا الثاني والعشرون في عام 1332 لتسمية ثلاثة أشقاء من آل إستي نوابًا عنه في فيرارا.
في روما نفسها جاهدت عائلتا آل كولونا وآل أورسيني من أجل التفوق وتقسيم ريوني المدينة بينهما. جلبت الفوضى الأرستقراطية الناجمة في المدينة كولا دي رينزو وبسياسته الحالمة بديمقراطية شاملة، حيث أعلن نفسه مدافعًا عن الشعب عام 1347، قبل أن يلقى ميتة عنيفة في عام 1354.
ولدت محاولة رينزو محاولات متجددة من البابوية الغائبة لإعادة تأسيس نظام الولايات البابوية المنحل، مما أدى إلى التقدم العسكري للكاردينال إيجيديو ألبورنوز، والذي عين مندوبًا بابويًا وتزعمت الكوندوتييري الخاصة به جيشًا صغيرًا من المرتزقة. بعد أن حصل على دعم رئيس أساقفة ميلانو جوفاني فيسكونتي، هزم جوفاني دي فيكو سيد فيتربو وتحرك ضد غاليوتو مالاتيستا من ريميني وأورديلافي من فورلي، ومونتيفيلترو من أوربينو ودا بولينتا من رافينا، وضد مدن سينيغاليا وأنكونا. كانت آخر المعاقل ضد سيطرة البابوية الكاملة لدى جوفاني مانفريدي من فاينسا وفرانشيسكو الثاني أورديلافي من فورلي. أصدر ألبورنوز عند استدعائه في 1357 في لقاء مع جميع الكهنة في نطاق البابوية في 29 أبريل 1357 دستور الكنيسة الأم المقدسة والذي حل محل فسيفساء القوانين المحلية وجمع «الحريات» التقليدية في قانون مدني موحد. تعلم هذه الدساتير الإيجيدية خطًا فاصلًا في التاريخ القانوني للدولة البابوية، حيث كانت سارية المفعول حتى 1816. غامر البابا أوربان الخامس بالعودة إلى إيطاليا في 1367 والتي كانت سابقة لأوانها، حيث عاد إلى أفينيون في عام 1370.
خلال هذه الفترة أضيفت مدينة أفينيون نفسها إلى الدول البابوية، وبقيت في حيازة البابوية بعد عودة الباباوات إلى روما، حتى أعيدت إلى فرنسا الموحدة في عهد الثورة الفرنسية.

## النهضة
اتسعت الأراضي البابوية بشكل كبير خلال عصر النهضة ولا سيما في عهد الباباوات إسكندر السادس ويوليوس الثاني. أصبح البابا أحد أهم حكام إيطاليا العلمانيين فضلًا عن كونه رئيس الكنيسة، مصادقًا على معاهدات مع الملوك وخائضًا الحروب ضدهم. على الرغم من أن أغلب الولايات البابوية عمليًا كانت تابعة اسميًا فقط للبابا حيث كان يحكم الكثير من الأراضي أمراء صغار. خضعت سيطرته دائمًا للتحدي، بل استغرق الأمر حتى القرن السادس عشر حتى أصبح للبابا سيطرة حقيقية على الأراضي التابعة له.
كانت المسؤوليات البابوية في كثير من الأحيان (كما هو الحال في أوائل القرن السادس عشر) محل نزاع. شاركت الولايات البابوية في ما لا يقل عن ثلاثة حروب في العقدين الأولين. حارب البابا يوليوس الثاني أو «البابا المحارب» نيابة عنهم. بدأ الإصلاح في 1517. قبل أن تحارب الإمبراطورية الرومانية المقدسة البروتستانت، غزا جنودها (بمن فيهم العديد من البروتستانت) روما كأثر جانبي لمعارك الولايات البابوية.
في أقصى اتساعها في القرن الثامن عشر، شملت الدول البابوية معظم وسط إيطاليا - أي لاتيوم وأومبريا وماركي ومفوضيات رافينا وفيرارا وبولونيا امتدت شمالًا إلى رومانيا. كما تضمنت مذكرة جيوبًا صغيرة مثل بينيفنتو وبونتيكورفو في جنوب إيطاليا والكومتات الفينايسية حول أفينيون في جنوب فرنسا.

## الثورة الفرنسية والعهد النابليوني

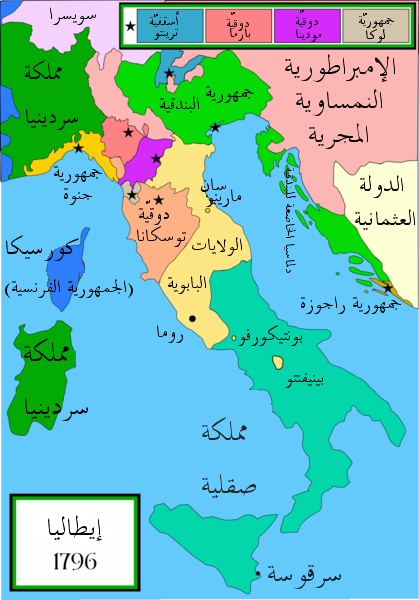
خريطة لإيطاليا 1796 تظهر الدولة البابوية قبل اندلاع الحروب النابليونية التي غيرت وجه إيطاليا السياسي

كان للثورة الفرنسية عواقب وخيمة بالنسبة للسلطة الزمنية للبابوية كما كانت للكنيسة الرومانية بشكل عام. في العام 1791 ضمت فرنسا الكومتات الفينايسية وأفينيون. وفي وقت لاحق ومع الغزو الفرنسي لإيطاليا في عام 1796، استولت على المفوضيات وأصبحت جزءًا من الجمهورية الألبية الثورية.
بعد ذلك بعامين، تعرضت الولايات البابوية ككل لغزو القوات الفرنسية، التي أعلنتها جمهورية رومانية. توفي البابا بيوس السادس في المنفى في فرنسا عام 1799. تمت استعادة الدولة البابوية في يونيو 1800 وعاد إليها البابا بيوس السابع، ولكن الفرنسيين غزوها مرة أخرى في 1808، وهذه المرة ضم ما تبقى من دولة الكنيسة إلى فرنسا، لتشكل إقليمي التيبر وتراسامين.
مع سقوط نظام نابليون في عام 1814، تم استعادة الدولة البابوية مرة أخرى. منذ عام 1814 وحتى وفاة البابا غريغوري السادس عشر عام 1846، اتبع البابوات سياسة رجعية في الولايات البابوية. على سبيل المثال، ضمت مدينة روما آخر غيتو يهودي في أوروبا الغربية. كانت هناك آمال بأن يتغير ذلك الوضع مع انتخب البابا بيوس التاسع لخلافة غريغوري وإدخاله للإصلاحات الليبرالية.

## القومية الإيطالية ونهاية الدول البابوية

خريطة الدولة البابوية في 1870

أثار العهد النابليوني القومية الإيطالية ولكنها انقطعت بعد تسويات مؤتمر فيينا (1814-1815)، الذي خلف إيطاليا مقسمة بين سردينيا ولومبارديا وتوسكانا بينما خضع الشمال لأحد فروع هابسبورغ الصغرى وفي الجنوب كانت مملكة الصقليتين تحت حكم البوربون. في عام 1848، بدأت الثورات القومية والليبرالية بالصعود في جميع أنحاء أوروبا وفي عام 1849، أعلنت الجمهورية الرومانية وفر البابا بيوس التاسع من روما.
بعد الحرب النمساوية السردينية من عام 1859، توحد أغلب شمال إيطاليا تحت حكم آل سافويا، بينما قاد جوزيبي غاريبالدي ثورة أطاحت بالنظام الملكي للبوربون في مملكة الصقليتين. انطلاقًا من خوفهم من أن يعلن غاريبالدي جمهورية في الجنوب، التمس حكام سردينيا من الإمبراطور نابليون الثالث إذنًا لإرسال قوات عبر الولايات البابوية للسيطرة على الصقليتين، وهو ما وافق عليه شرط ترك روما دون تدخل. في عام 1860، مع تمرد جزء كبير من المنطقة بالفعل ضد الحكم البابوي، غزت مملكة سردينيا بيدمونت الثلثين الشرقيين للدول البابوية وعززت سيطرتها على الجنوب. ضمت كل من بولونيا وفيرارا وأومبريا وماركي وبينيفنتو وبونتيكورفو رسميًا في نوفمبر من العام نفسه، وأعلنت مملكة إيطاليا الموحدة.

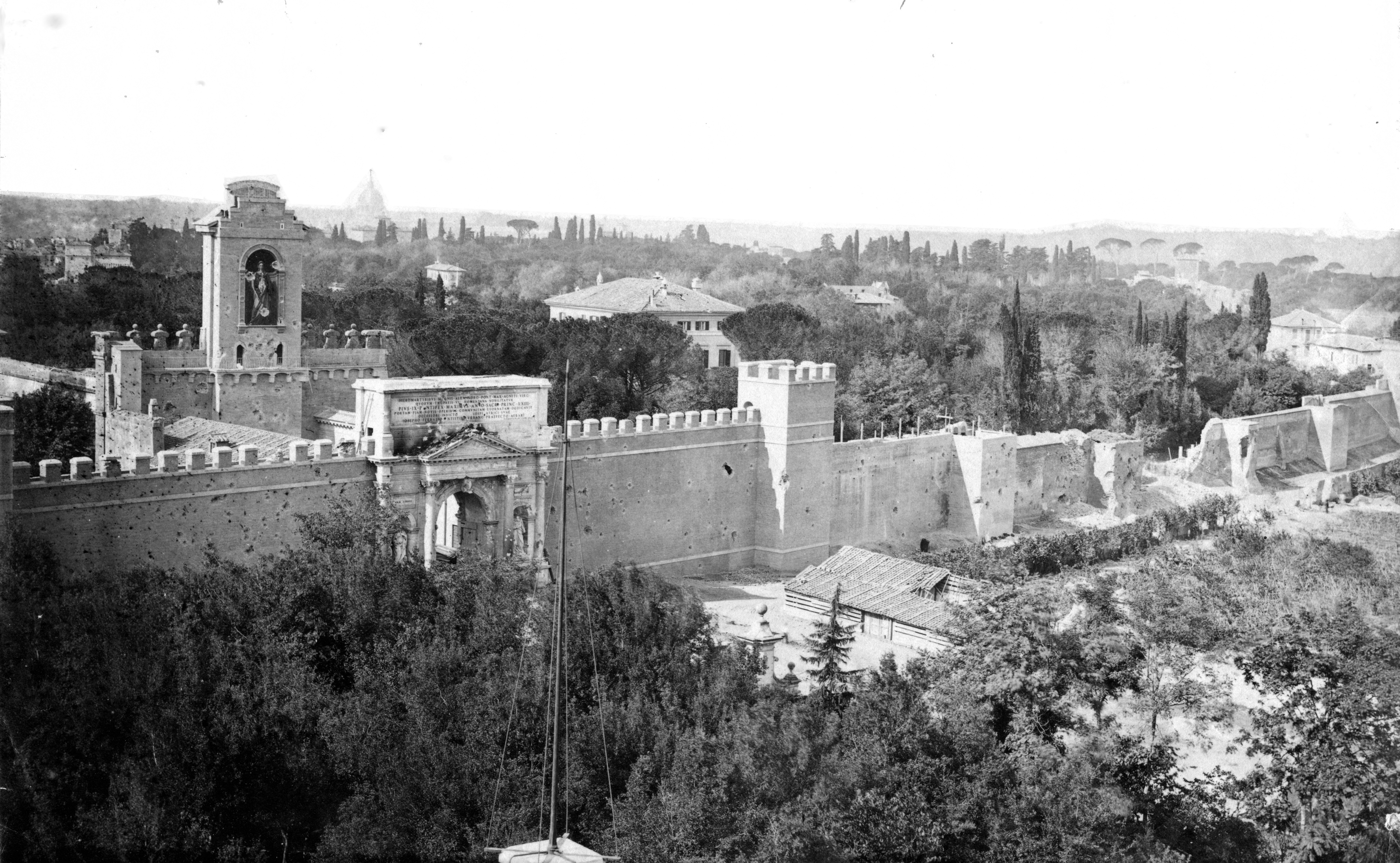
خرق بورتا بيا على اليمين من صورة معاصرة.

تراجعت الدول البابوية إلى لاتيوم في الجوار المباشر لروما والتي أعلنت عاصمة لإيطاليا في مارس عام 1861، عندما اجتمع البرلمان الإيطالي في تورينو عاصمة المملكة القديمة بييمونتي. مع ذلك، لم تتمكن الحكومة الإيطالية الاستيلاء على العاصمة لأن نابليون الثالث أبقى على حامية فرنسية في روما من أجل حماية البابا بيوس التاسع. جاءت الفرصة للقضاء على الدولة البابوية خلال الحرب الفرنسية البروسية التي بدأت في يوليو 1870، حيث اضطر نابليون الثالث لسحب حاميته من روما. بعد انهيار الإمبراطورية الفرنسية الثانية في معركة سيدان، اندلعت مظاهرات عامة على نطاق واسع تطالب الحكومة الإيطالية بضم روما. أرسل الملك فيتوريو إمانويلي الثاني الكونت غوستافو بونزا دي سان مارتينو إلى بيوس التاسع برسالة شخصية تقدم له حفظ ماء الوجه ومن شأن الاقتراح أن يسمح بدخول سلمي للجيش الإيطالي إلى روما، تحت غطاء توفير الحماية للبابا.
أعلنت إيطاليا في 10 سبتمبر 1870 الحرب على الولايات البابوية، وقام الجيش الإيطالي بقيادة الجنرال رافاييلي كادورنا بعبور حدود ما تبقى من الأراضي البابوية في 11 سبتمبر، وتقدم ببطء نحو روما. وصل الجيش الإيطالي الأسوار الأوريلية في 19 سبتمبر ووضع روما تحت الحصار. على الرغم من أن جيش الباباوية الصغير كانت عاجزًا عن الدفاع عن المدينة، فإن بيوس التاسع أمر بالمقاومة ولو كانت رمزية للتأكيد على أن إيطاليا ضمت روما بالقوة وليس بموافقته. خدم هذا أهداف الدولة الإيطالية وبرزت أسطورة خرق بورتا بيا حيث أدى هجوم مدفعي من مسافة قريبة إلى هدم جدار بعمر 1600 عام سيئ الترميم. سقطت المدينة في 20 سبتمبر 1870. كما ضمت روما ولاتيوم لمملكة إيطاليا في أكتوبر التالي بعد استفتاء شعبي.
على رغم أن القوى الكاثوليكية التقليدية لم تأت لنجدة البابا، رفضت البابوية أيًا من أماكن الإقامة الكبيرة التي عرضتها عليها المملكة الإيطالية، وخصوصًا أي اقتراح يطلب من البابا أن يصبح مواطنًا إيطاليًا. بدلًا من ذلك انطوت البابوية على نفسها في القصر الرسولي والمباني المجاورة في حلقة من التحصينات القديمة المعروفة باسم المدينة الليونينية على تلة الفاتيكان. من هناك حافظت على عدد من الميزات التي تتعلق بالسيادة، مثل العلاقات الدبلوماسية، حيث أنها في القانون الكنسي تكمن في يد البابوية. تخلت البابوية في العقد الثالث من القرن العشرين تحت حكم بيوس الحادي عشر عن الجزء الأكبر من الولايات البابوية في معاهدة لاتران مع إيطاليا في 11 فبراير عام 1929، ونشأت دولة مدينة الفاتيكان، والتي ضمت الأراضي الخاضعة لسيادة الكرسي الرسولي.

## المؤسسات

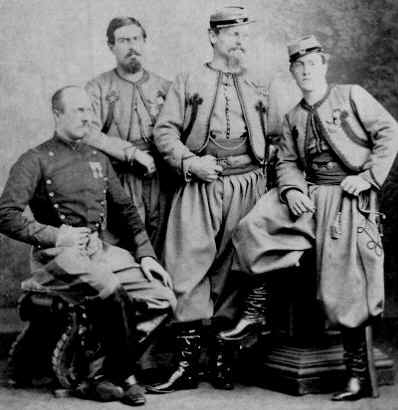
زوافيو البابوية في 1869.

- كما يدل اسمها فإن الولايات البابوية ضمت مجموعة من العناصر الإقليمية المختلفة من دول سابقة عادة، والتي أبقت على هويتها في ظل الحكم البابوي. ومثل البابا في كل إقليم حاكم على غرار المفوض البابوي كما في إمارة بينيفينتو السابقة أو بولونيا أو رومانيا أو ماركيزية أنكونا أو مندوب بابوي في دوقية بونتيكورفو السابقة وفي كامبانيا والمقاطعة البحرية.
- قوة الشرطة المعروفة باسم سبيري كان لها مسكنها الخاص (عادة ممارسة الاحتلال العسكري)، وفرضت نظامًا صارمًا للغاية.
- للدفاع عن نفسها من الدولة الإيطالية الناشئة في السنوات الأخيرة من الحكم الذاتي الإقليمي للبابوية، تشكلت فرقة من المتطوعين الكاثوليك الدوليين ودعيت زوافيو البابوية تيمنًا بفرقة مشاة جزائرية تتبع الجيش الاستعماري الفرنسي كما ارتدوا ذات البذلة العسكرية. خاضت تلك الفرقة العديد من المعارك بشجاعة كبيرة رغم قلة العتاد والرجال.[13]

## طالع أيضًا
- بابوية أفينيون
- تبرع قسطنطين
- تاريخ روما
- الإمبراطورية الرومانية المقدسة
- توحيد إيطاليا
- سجين الفاتيكان
- حرب القديسين الثمانية
- القائد العام للكنيسة